# Murakami Harutarō
Murakami Harutarō (jap. 村上 春太郎; * 1872; † 1947) war ein japanischer Physiker und Astronom.
Der Krater Murakami auf dem Mond wurde im Jahre 1991 nach ihm benannt.
| Personendaten    | Personendaten                     |
| ---------------- | --------------------------------- |
| NAME             | Murakami, Harutarō                |
| ALTERNATIVNAMEN  | 村上 春太郎 (japanisch)           |
| KURZBESCHREIBUNG | japanischer Astronom und Physiker |
| GEBURTSDATUM     | 1872                              |
| STERBEDATUM      | 1947                              |